# 앵그리버드 스타워즈
《앵그리버드 스타 워즈》(Angry Birds Star Wars)는 2012년 10월 8일에 발표해 2012년 11월 8일에 출시한 게임이다. 게임 관련 상품은 10월 17일, 10월 28일에 발표한다. 이 게임은 크로스 오버와 스타 워즈 원래 부작, 그리고 제국으로 반란군과 나쁜 곳으로 앵그리 버드를 이해하고 있다.
다음 챕터가 포함된다:
- "Tatooine"(타투인)
- "Death Star"(데스스타)
- "Hoth"(호스)
- "Cloud City"(클라우드 시티)
- "Moon of Endor"(문 오브 엔도르)
- "Boba Fett Missions"(보바 펫의 미션)
- "Path of the Jedi"(제다이의 길)
- "Bonus"(보너스)

## 새들
- 루크 스카이워커-레드. 파란 광선검을 휘둘러 주위의 장애물을 없애거나 적을 제압할 수 있다. '제다이의 길' 에피소드를 모두 클리어하면 녹색 광선검으로 바뀌는데, 더 길고 파워도 더 강하다.
- 레아 오르가나 공주-스텔라. 트랙터 빔으로 주위 장애물과 적을 끈 다음 떨어뜨릴 수 있다.
- 벤 케노비-밤. 포스로 장애물과 적을 멀리 밀쳐보낼 수 있다.
- 한 솔로-척. 블래스터로 레이저 빔 3개를 쏴 장애물과 적을 부술 수 있다. 특정한 장애물에 닿으면 튕겨나간다.
- 란도 카리시안-갈색 척. 란도도 블래스터를 쏘는데 레이저 빔이 세 방향으로 분산된다.
- 츄바카-테렌스. 큰 몸집으로 장애물을 부술 수 있다. 또 작은 지진을 일으켜 적들 몇 마리를 죽일 수도 있다.
- 쓰리피오-마틸다. 6조각으로 분리되어 적에게 피해를 입힌다.
- 알투 디투-알. 전기를 가까이 있는 적에게 쏴 피해를 입힌다.
- 다스 베이더-최종 보스에서만 쓸 수 있는데, 아주 강력한 포스로 주위 장애물을 거의 모두 부순다.

## 평가
| 평가 |                                                               |
| --- | ------------------------------------------------------------- |
| 통합 점수 통합사 점수 메타크리틱 iOS: 88/100 [ 2 ] PS3: 49/100 [ 3 ] X360: 59/100 [ 4 ] PS4: 47/100 [ 5 ] XONE: 53/100 [ 6 ] 평론 점수 평론사 점수 TouchArcade iOS: [ 7 ] |                                                               |
| 통합 점수 |                                                               |
| 통합사 | 점수                                                          |
| 메타크리틱 | iOS: 88/100 PS3: 49/100 X360: 59/100 PS4: 47/100 XONE: 53/100 |
| 평론 점수 |                                                               |
| 평론사 | 점수                                                          |
| TouchArcade | iOS:                                                          |